# Arquidiocese de Varsóvia
A Arquidiocese de Varsóvia (em latim: Archidioecesis Varsaviensis) é uma circunscrição eclesiástica católica na cidade de Varsóvia, na Polónia. Foi erguido em 16 de outubro de 1798. Foi elevada a Arquidiocese em 30 de junho de 1818, pelo Papa Pio VII.
Sua sede é a catedral de São João. A arquidiocese possui as dioceses de Płock e Warszawa-Praga, com mais de 210 paroquias sufragâneas. Seu atual arcebispo é Adrian Józef Galbas, S.A.C..

## Prelados
|                          | Nome                                  | Período    | Notas                                         |
| Arcebispos               | Arcebispos                            | Arcebispos | Arcebispos                                    |
| ------------------------ | ------------------------------------- | ---------- | --------------------------------------------- |
| 15º                      | Adrian Józef Galbas, S.A.C.           | 2024-      | Atual                                         |
| 14º                      | Kazimierz Cardeal Nycz                | 2007-2024  | Arcebispo emérito                             |
| 13º                      | Stanislaw Wojciech Wielgus            | 2006-2007  |                                               |
| 12º                      | Józef Cardeal Glemp †                 | 1981-2006  |                                               |
| 11º                      | Stefan Cardeal Wyszyński †            | 1948-1981  |                                               |
| 10º                      | August Cardeal Hlond, S.D.B. †        | 1946-1948  |                                               |
| 9º                       | Aleksander Cardeal Kakowski †         | 1913-1938  |                                               |
| 8º                       | Wincenty Teofil Chosciak-Popiel †     | 1883-1912  |                                               |
| 7º                       | Zygmunt Szczęsny Feliński †           | 1862-1883  |                                               |
| 6º                       | Antoni Melchior Fijałkowski †         | 1856-1861  |                                               |
| 5º                       | Stanisław Henryk Lubicz Choromański † | 1836-1838  |                                               |
| 4º                       | Jan Pavel Woronicz †                  | 1828-1829  |                                               |
| 3º                       | Wojciech Józef Skarszewski †          | 1824-1827  |                                               |
| 2º                       | Szczepan Hołowczyc †                  | 1819-1823  |                                               |
| 1º                       | Franciszek Skarbek von Malczewski †   | 1818-1819  |                                               |
| Bispos                   |                                       |            |                                               |
| 1º                       | Józef Miaskowski †                    | 1798-1804  |                                               |
| Bispos auxiliares        |                                       |            |                                               |
|                          | Michal Janocha                        | 2015-      | Atual                                         |
|                          | Józef Górzyński                       | 2013-2015  | Nomeado Arcebispo coadjutor de Vármia         |
|                          | Rafał Markowski                       | 2013-      | Atual                                         |
|                          | Tadeusz Pikus                         | 1999-2014  | Nomeado Bispo de Drohiczyn                    |
|                          | Piotr Jarecki                         | 1994-      | Atual                                         |
|                          | Józef Zawitkowski                     | 1990-1992  | Nomeado Bispo auxiliar de Łowicz              |
|                          | Stanisław Kędziora                    | 1987-1992  | Nomeado Bispo auxiliar de Warszawa-Praga      |
|                          | Marian Duś                            | 1985-2013  |                                               |
|                          | Kazimierz Romaniuk                    | 1982-1992  | Nomeado Bispo de Warszawa-Praga               |
|                          | Zbigniew Józef Kraszewski             | 1970-1992  | Nomeado Bispo auxiliar de Warszawa-Praga      |
|                          | Władysław Miziołek                    | 1969-1992  |                                               |
|                          | Bronisław Dąbrowski, F.D.P.           | 1961-1993  |                                               |
|                          | Jerzy Modzelewski                     | 1958-1986  |                                               |
|                          | Zygmunt Choromański                   | 1946-1968  |                                               |
|                          | Wacław Majewski                       | 1946-1983  |                                               |
|                          | Antoni Wladyslaw Szlagowski           | 1928-1956  |                                               |
|                          | Władysław Maximilyn Szcześniak        | 1925-1926  |                                               |
|                          | Stanisław Gall                        | 1918-1942  | Nomeado Bispo de Ordinário Militar da Polônia |
|                          | Stanislaw Kazimierz Ruszkiewicz       | 1884-1925  |                                               |
|                          | Henryk Ludwik Plater                  | 1858-1868  |                                               |
|                          | Jan Dekert                            | 1858-1861  |                                               |
|                          | Tomasz Chmielewski                    | 1837-1844  |                                               |
|                          | Franciszek di Paolo Pawłowski         | 1827-1829  | Nomeado Bispo coadjutor de Płock              |
|                          | Mikołaj Jan Manugiewicz               | 1822-1825  | Nomeado Bispo de Łomża                        |
|                          | Jan Chrzciciel Albertrandi            | 1795-1808  |                                               |
| Administrador apostólico |                                       |            |                                               |
|                          | Józef Glemp †                         | 2007       | Arcebispo emérito                             |
|                          | Stanisław Gall                        | 1940-1942  | Nomeado Bispo de Ordinário Militar da Polônia |

## Ligações Externas
- «Página oficial da Arquidiocese de Varsóvia» (em polaco)